# 浙江工業大学
浙江工業大学（せっこうこうぎょうだいがく、中国語: 浙江工业大学、英: Zhejiang University of Technology）は、中華人民共和国の公立大学である。浙江省杭州市と湖州市の3つのキャンパスに、27学部をもつ。

## 沿革
1953年に杭州化学工業学校として開学した。
- 杭州化学工業学校 （1953年6月 - 1958年6月）
- 浙江化工専科学校 （1958年6月 - 1960年8月）
- 浙江化工学院 （1960年2月 - 1980年10月）
- 浙江工学院 （1978年2月 - 1992年10月）
- 浙江工業大学 （1991年12月 - ）